# Clockwork Angels Tour (video)
Clockwork Angels Tour è un video concerto del gruppo rock canadese Rush pubblicato il 19 novembre 2013 come doppio disco in Blu-ray e DVD, ma anche in formato audio come triplo CD. Il concerto è stato registrato nei giorni 25, 28 e 30 novembre 2012 rispettivamente tenutesi a Phoenix e Dallas durante il Clockwork Angels Tour. Per la prima volta la band è accompagnata durante l'esecuzione di alcuni brani da un otteto di archi, la Clockwork Angels String Ensemble.
Il giorno precedente la pubblicazione Clockwork Angels Tour è stato distribuito in varie sale cinematografiche statunitensi. Il 1º dicembre 2013 invece la prima televisiva del concerto nei canali statunitensi VH1 e Palladia. Il video entra nelle classifiche di vendita degli Stati Uniti direttamente al primo posto.
Certificato platino il 14 maggio 2014 dalla RIAA.

## Tracce

### Disco 1
1. Subdivisions
2. The Big Money
3. Force Ten
4. Grand Designs
5. The Body Electric
6. Territories
7. The Analog Kid
8. Bravado
9. Where’s My Thing? / Here It Is!
10. Far Cry
11. Caravan
12. Clockwork Angels
13. The Anarchist
14. Carnies
15. The Wreckers
16. Headlong Flight / Drumbastica
17. Peke’s Repose / Halo Effect
18. Seven Cities of Gold
19. Wish Them Well
20. The Garden
21. Dreamline
22. The Percussor (I) Binary Love Theme (II) Steambanger’s Ball
23. Red Sector A
24. YYZ
25. The Spirit Of Radio
26. Tom Sawyer
27. 2112 (Overture, The Temples of Syrinx, Grand Finale)

### Disco 2
1. Limelight (bonus track, soundcheck recording)
2. Middletown Dreams (bonus track)
3. The Pass (bonus track)
4. Manhattan Project (bonus track)

#### Contenuti aggiuntivi
- Can't Stop Thinking Big (documentario del tour)
- Behind The Scenes (con Jay Baruchel)
- Outtakes
- Interview With Dwush
- Family Goy
- Family Sawyer
- The Watchmaker (filmato intervallo concerto)
- Office Of The Watchmaker (filmato chiusura concerto)

## Formazione
- Geddy Lee - basso, tastiere e voce
- Alex Lifeson - chitarra elettrica ed acustica, cori e tastiere
- Neil Peart - batteria e percussioni

Clockwork Angels String Ensemble
- David Campbell - direttore
- Mario De Leon - violino
- Joel Derouin - violino
- Jonathan Dinklage - violino
- Gerry Hilera - violino
- Audrey Solomon - violino
- Adele Stein - violoncello
- Jacob Szekely - violoncello
- Hiroko Taguchi - violino
- Entcho Todorov - violino